# 清唇软腭塞音
清唇軟腭塞音是一種輔音，被用在一些口語當中。這相當於是同時發出[k] 和 [p]。 要發出這個輔音，可以試著說出Coe但把嘴唇閉著，好像你在說Poe一樣。 在“Coe”的“C”之後，嘴唇將在同一時間或幾分之一秒被打開。此音在國際音標被表現為⟨k͡p⟩。
清唇軟腭塞音出現於越南語與其他中、西非的語言中。 例如在約魯巴語中，這個音在拼寫時以一單純的⟨p⟩表示。

## 特徵
清唇軟腭塞音的特色：
- 調音方法是閉塞，也就是說通過阻礙空氣在聲道流動來調音。由於此輔音也是一個口腔輔音，故氣流被完全地阻塞住，而形成一個塞音。

- 調音部位是雙唇與軟腭。即碰擊雙唇，並同時用舌頭後部與軟腭接觸以調音。後者會比前者稍稍早一些出現，但是它們的大部分時間都是重疊的。

- 發聲類型是清音，意味着發音時聲帶並不顫動。
- 本輔音是口腔輔音（口音），表示調音時空氣只從口裡流出。
- 本輔音為中央輔音，調音時氣流在口腔的中央流過舌面，而不從兩側流過。
- 氣流機制是肺部氣流，即由肺與橫膈膜驱动空气。

## 有該音出現的語言及單詞
| 語言     | 語言     | 單字       | IPA       | 意義               | 註解                                             |
| -------- | -------- | ---------- | --------- | ------------------ | ------------------------------------------------ |
| Dangme   | Dangme   | [ 比如？ ] |           |                    |                                                  |
| Ega      | Ega      | [k͡pá]      | [k͡pá]     | 搭起樹籬以包圍田地 |                                                  |
| Ibibio   | Ibibio   | kpa        | [k͡pɐ́]     | 死去               |                                                  |
| Kalabari | Kalabari | àkpà       | [àk͡pà]    | 袋子               |                                                  |
| 莫諾語   | 莫諾語   | kpa        | [k͡pa]     | 逃跑               |                                                  |
| 越南語   | 越南語   |            | [luk͡p˧ˀ˥] | 時間               | /k/ 在 /u/ 和 /w/ 後的音位變體. 參見越南語音韻學 |
| 約魯巴語 | 約魯巴語 | pápá       | [k͡pák͡pá]  | 田野               |                                                  |

## 圓唇音
在某些語言中，尤其是在巴布亞新幾內亞和萬那杜，會將清唇軟腭塞音唇音化，而變成[k͡pʷ]。例如在Mwotlap語（於萬那杜的班克斯群島）中有[k͡pʷɪlɣɛk]，意思是「岳父、公公」。 在班克斯群島的語言若有/k͡pʷ/這個音素，在當地的拼字法中通常會被寫成⟨q⟩。
在萬那杜中南部的語言（如Nafsan語或Lenakel語），這個發音會被拼成 ⟨p̃⟩.